# عروس فرانکنشتاین
عروس فرانکنشتاین (به انگلیسی: Bride of Frankenstein) فیلمی ترسناک و علمی-تخیلی به کارگردانی جیمز ویل با بازی بوریس کارلوف، کالین کلایو، السا لنچستر و ارنست تسیجر محصول سال ۱۹۳۵ کشور ایالات متحده آمریکا است. این فیلم اولین دنبالهٔ فرانکنشتاین محصول ۱۹۳۱ است. پس از انتشار، فیلم با نظر مثبت منتقدان و مردم رو به رو شد ولی هرچند با مشکل سانسور توسط نظامنامه تولید تصاویر متحرک مواجه گشت، اما بسیاری بر این باورند که یکی از بهترین دنباله‌های فیلم نخست تاریخ سینما بوده است. در سال ۱۹۹۸ کتابخانه کنگره این فیلم را به جهت اهمیت فرهنگی، تاریخی، زیباشناسی در فهرست ملی ثبت فیلم قرار داد.
دنباله سوم این مجموعه با نام پسر فرانکشتاین در سال ۱۹۳۹ تهیه و منتشر گردید.

## خلاصه داستان
شبی توفانی در ژنو، «مری شلی» (لنچستر) ادامهٔ داستان «فرانکنستاین» را برای «پرسی شلی» (والتن) و «لرد بایرون» (گوردون)، تعریف می‌کند: مخلوق (کارلوف) موفق به گریز از دست گروه تعقیب کنندگان خشمگین می‌شود و پس از چندی دکتر «پرتوریوس» (تسیگر)، دانشمند خبیث از؛ «فرانکنستاین» می‌خواهد که با او برای خلق مخلوقی مؤنث هم‌کاری کند و همدمی برای مخلوق قبلی بیافریند.

## بازیگران
- بوریس کارلوف
- والتر برنان
- مری گوردون
- رجینالد بارلو
- دوایت فرای
- O. P. Heggie
- Lucien Prival
- ای. ای. کلایو
- اونا اوکانر
- داگلاس والتن
- گوین گوردن
- السا لنچستر
- ارنست تسیجر
- والری هابسن
- کالین کلایو
- موریس بلک

## جوایز
این فیلم کاندیدای ۱ اسکار (کاندیدای اسکار بهترین صدابرداری) در سال ۱۹۳۶ شد.